# Dialysis aldrichi
Dialysis aldrichi är en tvåvingeart som beskrevs av Samuel Wendell Williston  1895. Dialysis aldrichi ingår i släktet Dialysis och familjen vedflugor. Inga underarter finns listade i Catalogue of Life.